# Jackie Wilson/Diskografie
Diese Diskografie ist eine Übersicht über die musikalischen Werke des US-amerikanischen R&B- und Soulsängers Jackie Wilson. Den Schallplattenauszeichnungen zufolge hat er bisher mehr als 1,5 Millionen Tonträger verkauft. Seine erfolgreichste Veröffentlichung ist die Single Reet Petite (Shock Horror Mix) mit über 500.000 verkauften Einheiten.

## Alben

### Studioalben
| Jahr | Titel                                 | Höchstplatzierung, Gesamtwochen, AuszeichnungChartplatzierungen (Jahr, Titel, Platzierungen, Wochen, Auszeichnungen, Anmerkungen) | Höchstplatzierung, Gesamtwochen, AuszeichnungChartplatzierungen (Jahr, Titel, Platzierungen, Wochen, Auszeichnungen, Anmerkungen) | Anmerkungen                                                                          |
| Jahr | Titel                                 | US | R&B | Anmerkungen                                                                          |
| ---- | ------------------------------------- | --- | --- | ------------------------------------------------------------------------------------ |
| 1962 | Jackie Wilson at the Copa             | US137 (2 Wo.)US | — | Erstveröffentlichung: 1962 Produzent: Nat Tarnopol                                   |
| 1963 | Baby Workout                          | US36 (21 Wo.)US | — | Erstveröffentlichung: Juli 1963 Produzent: Nat Tarnopol                              |
| 1963 | Merry Christmas from Jackie Wilson    | US6 (? Wo.)US | — | Erstveröffentlichung: 1963 Produzent: Nat Tarnopol                                   |
| 1966 | Whispers                              | US108 (7 Wo.)US | R&B15 (10 Wo.)R&B | Erstveröffentlichung: Dezember 1966 Produzent: Carl Davis                            |
| 1967 | Higher and Higher                     | US163 (4 Wo.)US | R&B28 (3 Wo.)R&B | Erstveröffentlichung: November 1967 Produzent: Carl Davis                            |
| 1968 | Manufacturers of Soul / Too Much (UK) | US195 (3 Wo.)US | R&B18 (5 Wo.)R&B | Erstveröffentlichung: Mai 1968 mit Count Basie Produzenten: Nat Tarnopol, Teddy Reig |
| 1970 | Do Your Thing                         | — | R&B50 (2 Wo.)R&B | Erstveröffentlichung: Dezember 1969 Produzenten: Carl Davis, Eugene Record           |

grau schraffiert: keine Chartdaten aus diesem Jahr verfügbar
Weitere Studioalben
| - 1958: He’s so Fine - 1959: So Much - 1959: Lonely Teardrops - 1960: A Woman, a Lover, a Friend - 1960: Jackie Sings the Blues - 1961: You Ain’t Heard Nothin Yet - 1961: By Special Request - 1962: Body and Soul - 1963: Sings the World’s Greatest Melodies - 1963: Shake a Hand (mit Linda Hopkins) - 1964: Somethin’ Else | - 1965: Soul Time - 1966: Soul Galore - 1966: Spotlight On - 1968: I Get the Sweetest Feeling - 1970: It’s All a Part of Love - 1970: This Love Is Real - 1971: You Got Me Walking - 1972: Nowstalgia - 1972: Beautiful Day - 1976: Nobody but You - 1982: S. R. O. |

### Kompilationen
| Jahr | Titel                         | Höchstplatzierung, Gesamtwochen, AuszeichnungChartplatzierungen (Jahr, Titel, Platzierungen, Wochen, Auszeichnungen, Anmerkungen) | Höchstplatzierung, Gesamtwochen, AuszeichnungChartplatzierungen (Jahr, Titel, Platzierungen, Wochen, Auszeichnungen, Anmerkungen) | Anmerkungen                      |
| Jahr | Titel                         | US | R&B | Anmerkungen                      |
| ---- | ----------------------------- | --- | --- | -------------------------------- |
| 1969 | Jackie Wilson’s Greatest Hits | — | R&B43 (2 Wo.)R&B | Erstveröffentlichung: April 1969 |

Weitere Kompilationen
| - 1960: My Golden Favorites - 1964: My Golden Favorites – Vol. 2 - 1967: Mr. Excitement - 1972: Jackie Wilson’s Greatest Hits - 1975: The Very Best Of - 1983: The Jackie Wilson Story - 1983: The Classic Jackie Wilson - 1983: The Complete Jackie Wilson Volume One - 1984: Reet Petite - 1984: The Soul Years - 1985: The Jackie Wilson Story Vol. 2 - 1986: Higher & Higher: 18 Soul Sensations - 1986: The Soul Years Volume 2 - 1987: Reet Petite - 1987: Through the Years: A Collection of Rare Album Tracks & Single Sides - 1987: I’m Gonna Get You (LaVern Baker mit Jackie Wilson) - 1987: 20 Greatest Hits - 1987: The Classic Jackie Wilson (Reet Petite) - 1987: The Great Jackie Wilson (2 LPs) - 1987: The Very Best of Jackie Wilson | - 1987: 15 Classic Tracks - 1991: The Very Best of Jackie Wilson - 1992: Mr. Excitement! (Box mit 3 CDs, Platz 236 der Rolling Stone 500 (Liste 2014)) - 1993: The Dynamic Jackie Wilson - 1993: Gold - 1994: The Very Best of Jackie Wilson - 1995: The Chicago Years – Volume 1 - 1997: 18 Greatest Hits / The Voice - 1997: Reet Petite: The Very Best of Jackie Wilson - 1998: The Titan of Soul (Box mit 3 CDs) - 1999: Sweetest Feelin’ – The Very Best Of - 2002: Reet Petite & Other Classics (2 CDs) - 2002: The Best of Jackie Wilson, Vol. 2 (1968–1975) - 2002: The Great Jackie Wilson - 2004: The Very Best of Jackie Wilson - 2006: Say You Will - 2006: Best of the Original Soul Brother (2 CDs) - 2011: Mr. Excitement - 2011: Reet Petite (2 CDs) |

## Singles

### Bis 1983
| Jahr | Titel Album                                                                   | Höchstplatzierung, Gesamtwochen, AuszeichnungChartplatzierungen (Jahr, Titel, Album, Platzierungen, Wochen, Auszeichnungen, Anmerkungen) | Höchstplatzierung, Gesamtwochen, AuszeichnungChartplatzierungen (Jahr, Titel, Album, Platzierungen, Wochen, Auszeichnungen, Anmerkungen) | Höchstplatzierung, Gesamtwochen, AuszeichnungChartplatzierungen (Jahr, Titel, Album, Platzierungen, Wochen, Auszeichnungen, Anmerkungen) | Anmerkungen |
| Jahr | Titel Album                                                                   | UK | US | R&B | Anmerkungen |
| ---- | ----------------------------------------------------------------------------- | --- | --- | --- | --- |
| 1957 | Reet Petite (The Sweetest Girl in Town) He’s so Fine                          | UK6 (14 Wo.)UK | US62 (10 Wo.)US | — | Erstveröffentlichung: Oktober 1957 Autoren: Berry Gordy, Tyran Carlo |
| 1958 | To Be Loved He’s so Fine                                                      | UK23 (8 Wo.)UK | US22 (16 Wo.)US | R&B7 (10 Wo.)R&B | Erstveröffentlichung: März 1958 Autoren: Berry Gordy, Tyran Carlo |
| 1958 | We Have Love Lonely Teardrops                                                 | — | US93 (2 Wo.)US | — | Erstveröffentlichung: September 1958 Autoren: Berry Gordy, Gwen Gordy, Tyran Carlo |
| 1958 | Lonely Teardrops                                                              | — | US7 (21 Wo.)US | R&B1 (22 Wo.)R&B | Erstveröffentlichung: November 1958 Grammy Hall of Fame Platz 315 der Rolling Stone 500 (Liste 2011) Autoren: Berry Gordy, Tyran Carlo                                                     |
| 1959 | That’s Why (I Love You So) Lonely Teardrops                                   | — | US13 (13 Wo.)US | R&B2 (12 Wo.)R&B | Erstveröffentlichung: März 1959 Autoren: Berry Gordy, Tyran Carlo |
| 1959 | I’ll Be Satisfied So Much                                                     | — | US20 (12 Wo.)US | R&B6 (11 Wo.)R&B | Erstveröffentlichung: Juni 1959 Autoren: Berry Gordy, Tyran Carlo |
| 1959 | You Better Know It Lonely Teardrops                                           | — | US37 (10 Wo.)US | R&B1 (9 Wo.)R&B | Erstveröffentlichung: August 1959 vom Soundtrack des Films Go Johnny Go! Autoren: Berry Gordy, Tyran Carlo                                                                                 |
| 1959 | Talk That Talk So Much                                                        | — | US34 (12 Wo.)US | R&B3 (18 Wo.)R&B | Erstveröffentlichung: November 1959 Autoren: Dorian Burton, Jackie Wilson, Joan Keyes, Joseph Dias, Roselee Dicks                                                                          |
| 1960 | Night A Woman, a Lover, a Friend                                              | — | US4 (17 Wo.)US | R&B3 (13 Wo.)R&B | Erstveröffentlichung: März 1960 B-Seite von Doggin’ Around basiert auf der Arie My Heart at Thy Sweet Voice aus der Saint-Saëns-Oper Samson et Dalila Autoren: Herb Miller, Johnny Lehmann |
| 1960 | Doggin’ Around Jackie Sings the Blues                                         | — | US15 (16 Wo.)US | R&B1 (19 Wo.)R&B | Erstveröffentlichung: März 1960 Autor: Lena Agree |
| 1960 | A Woman, a Lover, a Friend                                                    | — | US15 (12 Wo.)US | R&B1 (13 Wo.)R&B | Erstveröffentlichung: Juni 1960 Autor: Sid Wyche |
| 1960 | (You Were Made For) All My Love –                                             | UK33 (7 Wo.)UK | US12 (13 Wo.)US | — | Erstveröffentlichung: Juli 1960 Autoren: Billy Myles, Jackie Wilson |
| 1960 | Alone at Last Sings the World’s Greatest Melodies                             | UK50 (1 Wo.)UK | US8 (15 Wo.)US | R&B20 (6 Wo.)R&B | Erstveröffentlichung: Oktober 1960 B-Seite von Am I the Man basiert auf Tchaikovskys Piano Concerto in B Flat Autor: Johnny Lehmann                                                        |
| 1960 | Am I the Man A Woman, a Lover, a Friend                                       | — | US32 (10 Wo.)US | R&B10 (8 Wo.)R&B | Erstveröffentlichung: Oktober 1960 Autoren: Bob Hamilton, Tom King |
| 1961 | My Empty Arms Sings the World’s Greatest Melodies                             | — | US9 (9 Wo.)US | R&B25 (1 Wo.)R&B | Erstveröffentlichung: Januar 1961 B-Seite von The Tear of the Year basiert auf Vesti la giubba aus der Oper Pagliacci Autoren: Al Kasha, Hank Hunter                                       |
| 1961 | The Tear of the Year Body and Soul                                            | — | US44 (7 Wo.)US | R&B10 (7 Wo.)R&B | Erstveröffentlichung: Januar 1961 Autoren: Gary Geld, Peter Udell |
| 1961 | Your One and Only Love A Woman, a Lover, a Friend                             | — | US40 (6 Wo.)US | — | Erstveröffentlichung: März 1961 B-Seite von Please Tell Me Why Autoren: Billy Myles, Jackie Wilson                                                                                         |
| 1961 | Please Tell Me Why Jackie Sings the Blues                                     | — | US20 (8 Wo.)US | R&B11 (6 Wo.)R&B | Erstveröffentlichung: März 1961 Autor: Joyce Lee |
| 1961 | Lonely Life By Special Request                                                | — | US80 (1 Wo.)US | — | Erstveröffentlichung: Juni 1961 B-Seite von I’m Comin’ On Back to You Autoren: Al Kasha, Alan Thomas                                                                                       |
| 1961 | I’m Comin’ On Back to You By Special Request                                  | — | US19 (8 Wo.)US | R&B9 (5 Wo.)R&B | Erstveröffentlichung: Juni 1961 Autoren: Al Kasha, Horace Ott |
| 1961 | Years from Now –                                                              | — | US37 (6 Wo.)US | R&B25 (2 Wo.)R&B | Erstveröffentlichung: Juli 1961 B-Seite von You Don’t Know What It Means Autoren: Alonzo Tucker, Horace Ott, Robert Adams                                                                  |
| 1961 | You Don’t Know What It Means –                                                | — | US79 (3 Wo.)US | R&B19 (5 Wo.)R&B | Erstveröffentlichung: Juli 1961 Autoren: Alonzo Tucker, Jackie Wilson, Morris Levy |
| 1961 | The Way I Am By Special Request                                               | — | US58 (6 Wo.)US | — | Erstveröffentlichung: Oktober 1961 B-Seite von My Heart Belongs to Only You Autoren: Gary Geld, Peter Udell                                                                                |
| 1961 | My Heart Belongs to Only You By Special Request                               | — | US65 (6 Wo.)US | — | Erstveröffentlichung: Oktober 1961 Autoren: Dorothy Daniels, Frank Daniel |
| 1962 | The Greatest Hurt Body and Soul                                               | — | US34 (9 Wo.)US | — | Erstveröffentlichung: Januar 1962 Autor: Billy Myles |
| 1962 | There’ll Be No Next Time Body and Soul                                        | — | US75 (3 Wo.)US | — | Erstveröffentlichung: Januar 1962 B-Seite von The Greatest Hurt Autoren: Alonzo Tucker, Bobby Adams                                                                                        |
| 1962 | I Found Love –                                                                | — | US93 (1 Wo.)US | — | Erstveröffentlichung: März 1962 Autoren: Jackie Wilson, Alonzo Tucker |
| 1962 | Hearts Sings the World’s Greatest Melodies                                    | — | US58 (6 Wo.)US | — | Erstveröffentlichung: April 1962 Autoren: Sidney J. Wyche, Al Kasha, Jackie Wilson |
| 1962 | I Just Can’t Help It Somethin’ Else                                           | — | US70 (4 Wo.)US | R&B17 (6 Wo.)R&B | Erstveröffentlichung: Juni 1962 Autoren: Jackie Wilson, Alonzo Tucker |
| 1962 | Forever and a Day Sings the World’s Greatest Melodies                         | — | US82 (4 Wo.)US | — | Erstveröffentlichung: September 1962 Autoren: Jack Daniels, Johnny Moore |
| 1963 | Baby Workout                                                                  | — | US5 (12 Wo.)US | R&B1 (14 Wo.)R&B | Erstveröffentlichung: Februar 1963 Autoren: Jackie Wilson, Alonzo Tucker |
| 1963 | Shake a Hand                                                                  | — | US42 (7 Wo.)US | R&B21 (4 Wo.)R&B | Erstveröffentlichung: Mai 1963 mit Linda Hopkins Autor: Joe Morris |
| 1963 | Shake! Shake! Shake! Baby Workout                                             | — | US33 (8 Wo.)US | R&B21 (4 Wo.)R&B | Erstveröffentlichung: Juli 1963 Autoren: Bobby Adams, Bobby Stevenson |
| 1963 | Baby Get It (And Don’t Quit It) My Golden Favorites – Vol. 2                  | — | US61 (5 Wo.)US | — | Erstveröffentlichung: September 1963 Autoren: Jackie Wilson, Alonzo Tucker |
| 1964 | Call Her Up –                                                                 | — | — | R&B48 (1 Wo.)R&B | Erstveröffentlichung: April 1964 Autoren: Rex Garvin, Jackie Wilson |
| 1964 | Big Boss Line Somethin’ Else                                                  | — | US94 (1 Wo.)US | R&B34 (4 Wo.)R&B | Erstveröffentlichung: Mai 1964 Autoren: Nat Tarnopol, Dick Jacobs |
| 1964 | Squeeze Her – Tease Her (But Love Her) Somethin’ Else                         | — | US89 (2 Wo.)US | — | Erstveröffentlichung: August 1964 B-Seite von Give Me Back My Heart Autoren: Jackie Wilson, Alonzo Tucker                                                                                  |
| 1964 | Give Me Back My Heart Somethin’ Else                                          | — | — | R&B16 (8 Wo.)R&B | Erstveröffentlichung: August 1964 Autoren: Jackie Wilson, Alonzo Tucker |
| 1964 | She’s All Right Soul Time                                                     | — | — | R&B39 (2 Wo.)R&B | Erstveröffentlichung: November 1964 Autor: Eddie Singleton |
| 1965 | Danny Boy Soul Time                                                           | — | US94 (3 Wo.)US | R&B25 (7 Wo.)R&B | Erstveröffentlichung: Februar 1965 Autor: Fred E. Weatherly Original: Ernestine Schumann-Heink, 1915 Melodie stammt bereits von 1855                                                       |
| 1965 | No Pity (In the Naked City) Soul Time                                         | — | US59 (10 Wo.)US | R&B25 (11 Wo.)R&B | Erstveröffentlichung: Juni 1965 Autoren: Jackie Wilson, Alonzo Tucker, John Roberts |
| 1965 | I Believe I’ll Love On –                                                      | — | US96 (2 Wo.)US | R&B34 (4 Wo.)R&B | Erstveröffentlichung: Oktober 1965 Autor: Eddie Singleton |
| 1966 | Think Twice                                                                   | — | US93 (1 Wo.)US | R&B37 (3 Wo.)R&B | Erstveröffentlichung: Januar 1966 mit LaVern Baker Autor: Eddie Singleton |
| 1966 | Whispers (Gettin’ Louder) Whispers                                            | — | US11 (12 Wo.)US | R&B5 (16 Wo.)R&B | Erstveröffentlichung: September 1966 Autoren: Barbara Acklin, David Scott |
| 1967 | Just Be Sincere Whispers                                                      | — | US91 (3 Wo.)US | R&B43 (2 Wo.)R&B | Erstveröffentlichung: Januar 1967 B-Seite von I Don’t Want to Lose You Autoren: Bernard Reed, Danny Reed, Othie Wright                                                                     |
| 1967 | I Don’t Want to Lose You Whispers                                             | — | US84 (3 Wo.)US | R&B11 (10 Wo.)R&B | Erstveröffentlichung: Januar 1967 Autoren: Carl Davis, Karl Tarleton |
| 1967 | I’ve Lost You Higher and Higher                                               | — | US82 (4 Wo.)US | R&B35 (4 Wo.)R&B | Erstveröffentlichung: April 1967 Autor: Van McCoy |
| 1967 | (Your Love Keeps Lifting Me) Higher and Higher Higher and Higher              | UK11 Gold · (11 Wo.)UK | US6 (12 Wo.)US | R&B1 (14 Wo.)R&B | Erstveröffentlichung: Juli 1967 Grammy Hall of Fame Platz 248 der Rolling Stone 500 (Liste 2011) Autoren: Carl Smith, Gary Jackson                                                         |
| 1967 | Since You Showed Me How to Be Happy I Get the Sweetest Feeling                | — | US32 (6 Wo.)US | R&B22 (5 Wo.)R&B | Erstveröffentlichung: November 1967 Autoren: Floyd Smith, Gary Jackson, Gerald Sims |
| 1968 | For Your Precious Love Manufacturers of Soul                                  | — | US49 (7 Wo.)US | R&B26 (6 Wo.)R&B | Erstveröffentlichung: Februar 1968 mit Count Basie Autoren: Arthur Brooks, Jerry Butler, Richard Brooks Original: Jerry Butler & The Impressions, 1958                                     |
| 1968 | Chain Gang Manufacturers of Soul                                              | — | US84 (5 Wo.)US | R&B37 (4 Wo.)R&B | Erstveröffentlichung: April 1968 mit Count Basie Autor und Original: Sam Cooke, 1960 |
| 1968 | I Get the Sweetest Feeling                                                    | UK2 (13 Wo.)UK | US34 (8 Wo.)US | R&B12 (10 Wo.)R&B | Erstveröffentlichung: Juli 1968 Charteintritt in UK erst im Juli 1972 Autoren: Alicia Evelyn, Van McCoy                                                                                    |
| 1968 | For Once in My Life It’s All a Part of Love                                   | — | US70 (3 Wo.)US | — | Erstveröffentlichung: Oktober 1968 Autoren: Orlando Murden, Ronald Miller Original: Jean DuShon, 1966                                                                                      |
| 1969 | I Still Love You –                                                            | — | — | R&B39 (3 Wo.)R&B | Erstveröffentlichung: März 1969 Autoren: Carl Davis, Eugene Record |
| 1969 | Helpless Do Your Thing                                                        | — | — | R&B21 (5 Wo.)R&B | Erstveröffentlichung: September 1969 Autoren: Carl Davis, Eugene Record |
| 1970 | Let This Be a Letter (To My Baby) This Love Is Real                           | — | US91 (2 Wo.)US | R&B34 (7 Wo.)R&B | Erstveröffentlichung: April 1970 Autor: Eugene Record |
| 1970 | (I Can Feel Those Vibrations) This Love Is Real This Love Is Real             | — | US56 (11 Wo.)US | R&B9 (12 Wo.)R&B | Erstveröffentlichung: Dezember 1970 Autoren: Jack Daniels, Johnny Moore |
| 1971 | Love Is Funny That Way You Got Me Walking                                     | — | US95 (3 Wo.)US | R&B18 (9 Wo.)R&B | Erstveröffentlichung: November 1971 Autoren: Floyd Smith, Ritchie Tufano |
| 1972 | You Got Me Walking                                                            | — | US93 (3 Wo.)US | R&B22 (6 Wo.)R&B | Erstveröffentlichung: Februar 1972 Autor: Eugene Record |
| 1972 | The Girl Turned Me On You Got Me Walking                                      | — | — | R&B44 (3 Wo.)R&B | Erstveröffentlichung: Mai 1972 Autoren: Dennis Miller, Leo Graham |
| 1973 | Because of You Beautiful Day                                                  | — | — | R&B45 (2 Wo.)R&B | Erstveröffentlichung: Mai 1973 Autoren: Edward E. Little Jr., Jeff Perry |
| 1973 | Sing a Little Song –                                                          | — | — | R&B95 (5 Wo.)R&B | Erstveröffentlichung: Juli 1973 Autor: Desmond Dacres |
| 1975 | I Get the Sweetest Feeling / (Your Love Keeps Lifting Me) Higher and Higher – | UK25 (8 Wo.)UK | — | — | Erstveröffentlichung: April 1975 |
| 1975 | Don’t Burn No Bridges Nobody but You                                          | — | — | R&B91 (4 Wo.)R&B | Erstveröffentlichung: November 1975 mit The Chi-Lites Autor: Romaine Anderson |
| 1983 | I Get the Sweetest Feeling (EP) Best of Jackie Wilson                         | UK98 (2 Wo.)UK | — | — | Erstveröffentlichung: Juli 1983 |

### Ab 1984 (postum)
| Jahr | Titel Album                                                    | Höchstplatzierung, Gesamtwochen, AuszeichnungChartplatzierungen (Jahr, Titel, Album, Platzierungen, Wochen, Auszeichnungen, Anmerkungen) | Höchstplatzierung, Gesamtwochen, AuszeichnungChartplatzierungen (Jahr, Titel, Album, Platzierungen, Wochen, Auszeichnungen, Anmerkungen) | Höchstplatzierung, Gesamtwochen, AuszeichnungChartplatzierungen (Jahr, Titel, Album, Platzierungen, Wochen, Auszeichnungen, Anmerkungen) | Höchstplatzierung, Gesamtwochen, AuszeichnungChartplatzierungen (Jahr, Titel, Album, Platzierungen, Wochen, Auszeichnungen, Anmerkungen) | Höchstplatzierung, Gesamtwochen, AuszeichnungChartplatzierungen (Jahr, Titel, Album, Platzierungen, Wochen, Auszeichnungen, Anmerkungen) | Anmerkungen                                                            |
| Jahr | Titel Album                                                    | DE | AT | CH | UK | Dance | Anmerkungen                                                            |
| ---- | -------------------------------------------------------------- | --- | --- | --- | --- | --- | ---------------------------------------------------------------------- |
| 1986 | Reet Petite (Shock Horror Mix) –                               | DE4 (17 Wo.)DE | AT15 (12 Wo.)AT | CH3 (10 Wo.)CH | UK1 Gold · (17 Wo.)UK | — | Erstveröffentlichung: November 1986                                    |
| 1987 | I Get the Sweetest Feeling (Valentine Mix) –                   | — | — | — | UK3 Platin · (11 Wo.)UK | — | Erstveröffentlichung: Februar 1987                                     |
| 1987 | (Your Love Keeps Lifting Me) Higher and Higher (Cloud 9 Mix) – | — | — | — | UK15 (7 Wo.)UK | — | Erstveröffentlichung: Juni 1987                                        |
| 1987 | Baby Workout (Party Mix) –                                     | — | — | — | UK93 (1 Wo.)UK | — | Erstveröffentlichung: November 1987                                    |
| 2006 | Funky Love –                                                   | — | — | — | — | Dance23 (14 Wo.)Dance | Erstveröffentlichung: November 2006 Justin Michael feat. Jackie Wilson |

## Videoalben
- 1987: Higher & Higher
- 1991: Shindig! Presents: Jackie Wilson

## Statistik

### Chartauswertung
|                     | US    | R&B     |
| ------------------- | ----- | ------- |
| Nummer-eins-Alben   | US—US | R&B—R&B |
| Top-10-Alben        | US1US | R&B—R&B |
| Alben in den Charts | US6US | R&B5R&B |

|                       | DE    | AT    | CH    | UK     | US     | R&B      | Dance       |
| --------------------- | ----- | ----- | ----- | ------ | ------ | -------- | ----------- |
| Nummer-eins-Singles   | DE—DE | AT—AT | CH—CH | UK1UK  | US—US  | R&B1R&B  | Dance—Dance |
| Top-10-Singles        | DE1DE | AT—AT | CH1CH | UK4UK  | US6US  | R&B16R&B | Dance—Dance |
| Singles in den Charts | DE1DE | AT1AT | CH1CH | UK12UK | US54US | R&B48R&B | Dance1Dance |

### Auszeichnungen für Musikverkäufe
Anmerkung: Auszeichnungen in Ländern aus den Charttabellen bzw. Chartboxen sind in ebendiesen zu finden.
| Land/RegionAuszeichnungen für Musikverkäufe (Land/Region, Auszeichnungen, Verkäufe, Quellen) | Gold     | Platin  | Verkäufe  | Quellen   |
| -------------------------------------------------------------------------------------------- | -------- | ------- | --------- | --------- |
| Vereinigtes Königreich (BPI)                                                                 | 2× Gold2 | Platin1 | 1.550.000 | bpi.co.uk |
| Insgesamt                                                                                    | 2× Gold2 | Platin1 |           |           |